# Carl Heinrich Ebermaier
Carl Heinrich Ebermaier, auch Karl Heinrich Ebermaier (* 4. Februar 1802 in Rheda; † 1. Januar 1870 in Düsseldorf, Rheinprovinz), war ein preußischer, deutscher Arzt und Botaniker. Sein offizielles botanisches Autorenkürzel lautet „C.H.Eberm.“
Ebermaier studierte in Bonn und Berlin, wo er promovierte (Dissertation: Plantarum Papilionacearum monographia medica, 1824), und war Medizinalrat in Düsseldorf.
Er war der Sohn des Arztes und Botanikers Johann Erdwin Christoph Ebermaier (1768–1825) (Hofrat in Rheda).
1829 wurde er Mitglied der Leopoldina.
Ein Synonym der Gattung Staurogyne der Akanthusgewächse ist nach ihm benannt (Ebermaiera NEES 1832).

## Schriften
- Plantarum Papilionacearum monographiam medicam. 1824 Google Books
- mit  Theodor Friedrich Ludwig Nees von Esenbeck: Handbuch der medicinisch-pharmaceutischen Botanik, Düsseldorf 1830
- Ueber den Schwamm der Schädelknochen und die Schwammartigen Auswüchse der harten Hirnhaut. Düsseldorf 1829 Google Books
- Erfahrungen und Ansichten über die Erkenntniss und Behandlung des asiatischen Brechdurchfalls. Düsseldorf 1832 Archive